# 이훈기
이훈기(李勳基, 1965년 11월 30일~)는 대한민국의 기자 출신 정치인이다. 제22대 국회의원이다.
인천일보 기자였으며 1998년 iTV로 이직을 했다. 경인방송이 재허가가 취소된 이후 전직 iTV 노동조합의 위원장을 지냈다. OBS경인TV가 창설된 이후에는 OBS 정책국장을 지냈다.
2024년 2월, 더불어민주당에 인재영입 형태로 입당했다. 제22대 국회의원 선거를 앞두고 남동구 을 선거구에 출마했으며 경선에서 승리를 거두면서 공천되었다. 본 선거에서도 개표 결과 54.48%의 득표율을 기록하면서 당선되었다.

## 학력
인하대학교 사범대학 부속고등학교를 졸업하고 청주대학교에서 생물학 학사 학위를 취득했다. 이후 인하대학교 정책대학원 언론·홍보학 석사 과정을 마쳤다.

## 경력
1991년 인천일보 공채 2기 기자로 언론계에 입문했으며, 1998년 iTV 경인방송으로 이직해 정치부, 경제부, 사회부 기자으로 재직했다. 경인방송 노동조합 위원장으로 활동하면서 경인방송이 방송위원회 재추천을 받지 못하고 폐업하자 공익적 민영방송 설립을 목적으로 한 희망조합 위원장을 맡았으며, 경인지역 새 방송 창사준비위원회 집행위원으로 활동했다. OBS경인TV에서는 보도국 사회팀장과 국제팀장을 거쳐 정책국장으로 재직했다. 2020년 9월 10일 OBS경인TV를 퇴사했다. 언론계를 떠난 뒤에는 인천도시공사 이사를 맡았으며, 2023년 10월까지 진실·화해를 위한 과거사정리위원회 대외협력담당관으로 근무했다.

## 의정 활동
2024년 2월, 더불어민주당에 인재영입 형태로 입당했다. 2024년 4월 10일 대한민국 제22대 국회의원 선거에서 인천 남동구 을 지역구에 더불어민주당 후보로 출마하여 당선되며 초선 국회의원이 되었다. 2024년 5월부터는 더불어민주당 인천광역시당 남동구 을 지역위원회 위원장을 맡고 있으며, 2025년 6월 더불어민주당 원내부대표로 임명되었다.

### 위원회
- 2024년 6월~: 제22대 국회 전반기 과학기술정보방송통신위원회 위원
- 2025년 7월~: 제22대 국회 전반기 국회운영위원회 위원

## 역대 선거 결과
| 실시년도 | 선거   | 대수 | 직책     | 선거구         | 정당         | 득표수   | 득표율          | 순위 | 당락 | 비고 |
| -------- | ------ | ---- | -------- | -------------- | ------------ | -------- | --------------- | ---- | ---- | ---- |
| 2024년   | 총선   | 22대 | 국회의원 | 인천 남동구 을 | 더불어민주당 | 76,443표 | \| \| 54.48% \| | 1위  |      | 초선 |
|          | 54.48% |      |          |                |              |          |                 |      |      |      |

## 소속 정당
| 소속 정당 | 소속 정당    | 소속 기간 | 비고      |
| --------- | ------------ | --------- | --------- |
|           | 더불어민주당 | 2024~현재 | 정계 입문 |

## 같이 보기
- 남동구 을
- 인천 남동구의 국회의원